# Tudor Octavian
Tudor Octavian (n. 12 decembrie 1939, Brăila, România) este un publicist și jurnalist român.

## Biografie
Tudor Octavian s-a născut la data de 12 decembrie 1939. A urmat Liceul Militar "Ștefan cel Mare" (1953-1956)-Iasi și o Școală tehnică pentru ofițeri de aviație (1956-1958). A fost lăsat la vatră din Școala de ofițeri, practicând apoi diferite meserii (lăcătuș, tâmplar). Ulterior a urmat studii de arhitectură și de filologie. 
Din anul 1967, fiind student în anul al II-lea la Facultatea de Filologie de la Universitatea București, este angajat, cu dispensă de frecvență, la revistele Viața Studențească și Amfiteatru. 
Tudor Octavian a debutat ca publicist în anul 1968 cu volumul "Povestiri diferite", prefațat de către Adrian Marino. A publicat ca jurnalist la revista Flacăra și la cotidianele "România liberă" și "Național". În prezent, semnează rubrica "Scriitorul de la pagina 3" la cotidianul "Jurnalul Național". 
Timp de câteva decenii, Tudor Octavian a susținut, în revistele de cultură și cotidiene, rubrici de critică de artă.

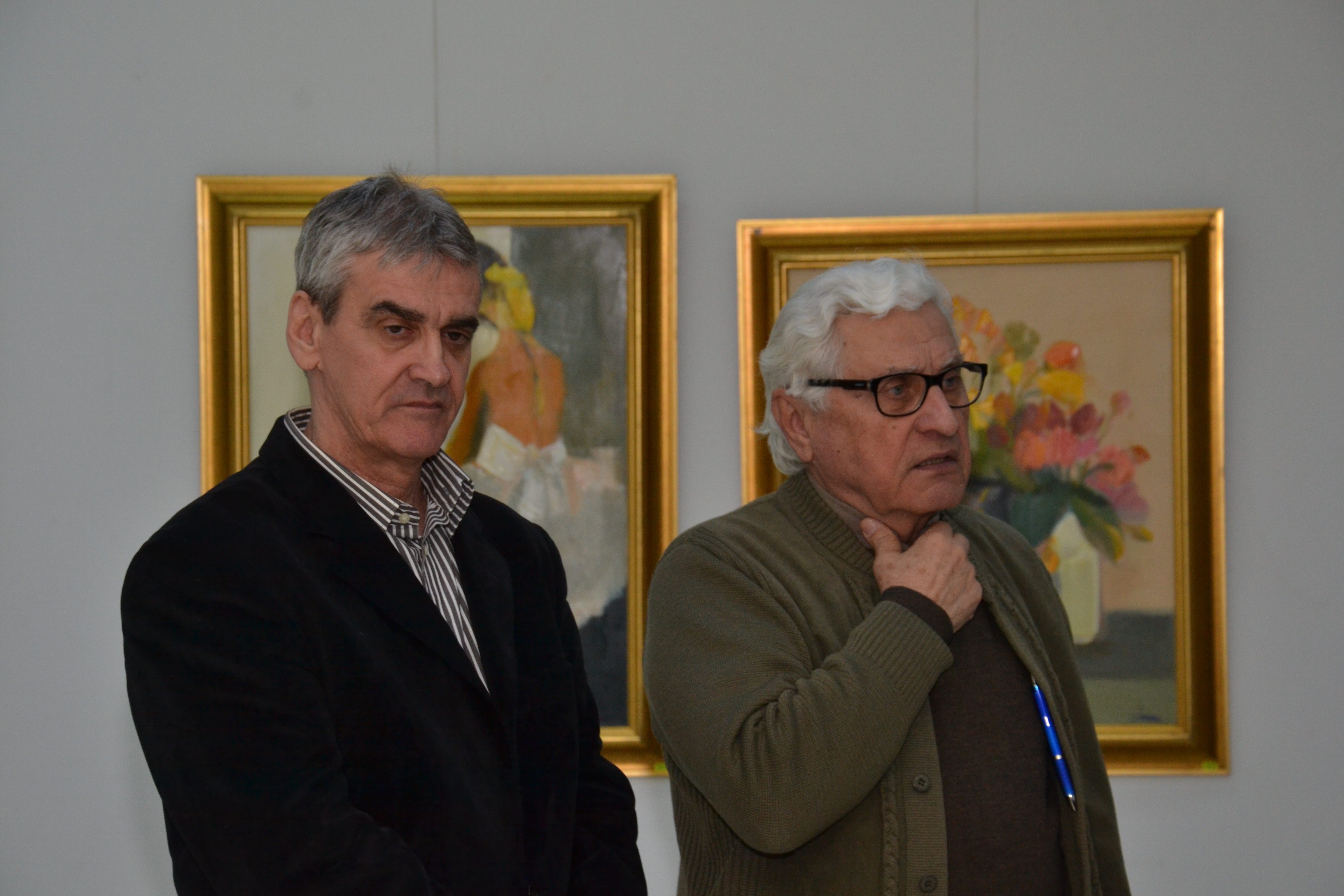
cu pictorul Corneliu Ionescu
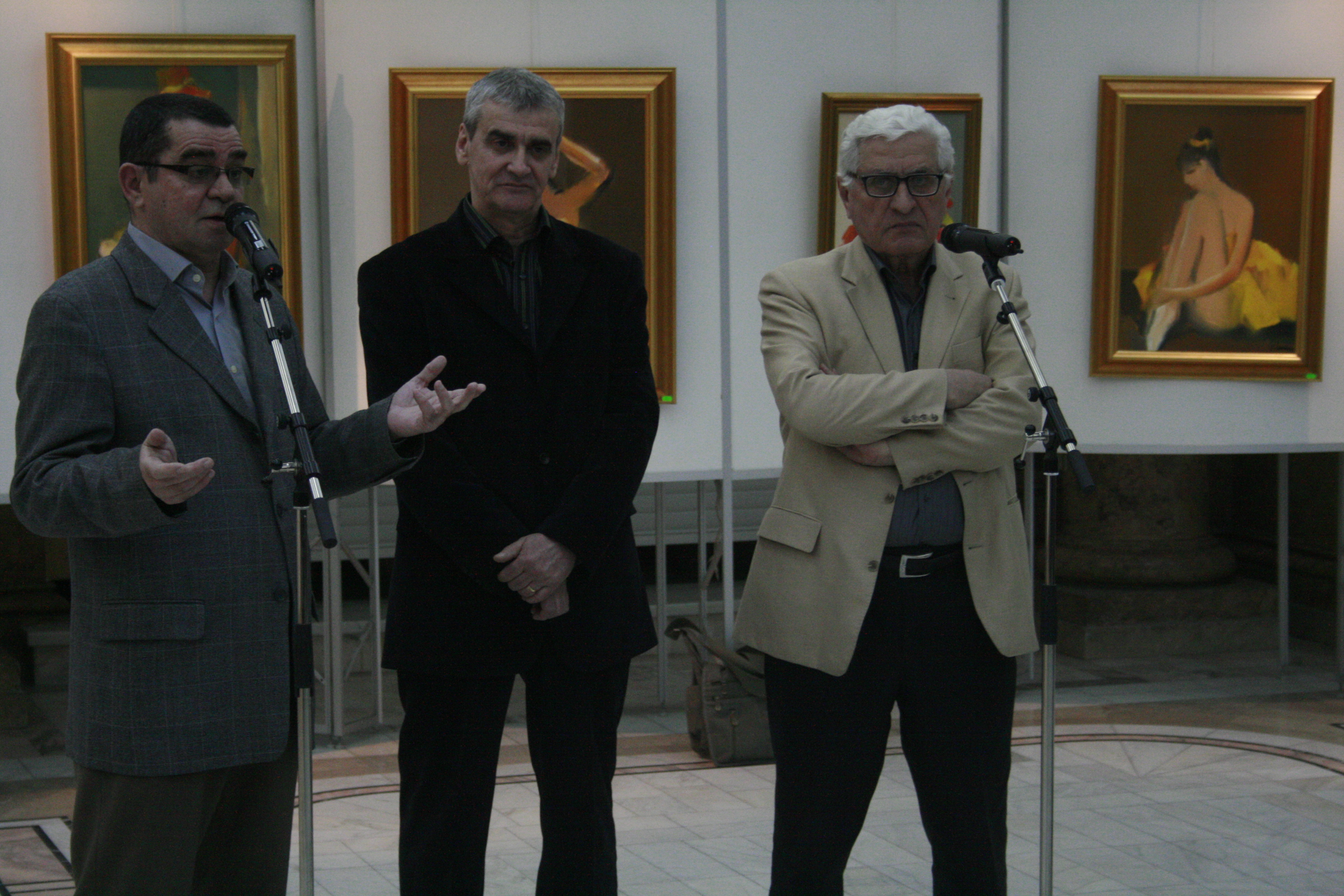
cu Corneliu Ostahie și Corneliu Ionescu

## Cărți publicate
- Povestiri diferite (Ed. Eminescu, 1968) - povestiri;
- Noiembrie viteză (1975) - roman;
- Banda lui Möbius (Ed. Eminescu, col. Clepsidra, 1978) - roman;
- Istoria unui obiect perfect (Ed. Eminescu, 1981) - povestiri;
- Mihai, stăpânul, și sluga lui, Mihai (Ed. Eminescu, 1983) - povestiri;
- Firul principal - cuadratura cercului (1985) - roman;
- Sortiți iubirii (1988) - roman;
- Motivul - Celălalt - Afară din joc (1991)  - roman;
- Tratat de înjurături - 2 vol. (1995, 1997) - pamflete și povestiri;
- Povestiri (Ed. Curtea Veche, 1999) - povestiri;[3]
- Oameni normali (Ed. Curtea Veche, 2000) - schițe și povestiri;
- 248 de povestiri (2001) - povestiri;
- Momente, schițe, însemnări (Ed. Curtea Veche, 2002);
- Proști, dar mulți (Ed. Curtea Veche, 2004) - antologie de articole;
- Povestiri foarte scurte, Întâmplari din viața lui Vasile B., Caiet cu subiecte (Ed. Curtea Veche, 2004) etc.

## Volume colective
- Cartea cu bunici, coord. de Marius Chivu -  Gabriela Adameșteanu, Radu Afrim, Iulia Alexa, Adriana Babeți, Anamaria Beligan, Adriana Bittel, Ana Blandiana, T. O. Bobe, Lidia Bodea, Emil Brumaru, Alin Buzărin, Alexandru Călinescu, Matei Călinescu, Daniela Chirion, Livius Ciocârlie, Adrian Cioroianu, Alexandru Cizek, Andrei Codrescu, Denisa Comănescu, Radu Cosașu, Dana Deac, Florin Dumitrescu, B. Elvin, Cătălin Dorian Florescu, Filip Florian, Matei Florian, Șerban Foarță, Emilian Galaicu-Păun, Vasile Gârneț, Cristian Geambașu, Dragoș Ghițulete, Cristian Ghinea, Bogdan Ghiu, Stela Giurgeanu, Adela Greceanu, Bogdan Iancu, Nora Iuga, Doina Jela, Alexandra Jivan, Ioan Lăcustă, Florin Lăzărescu, Dan Lungu, Cosmin Manolache, Anca Manolescu, Angela Marinescu, Virgil Mihaiu, Mircea Mihăieș, Călin-Andrei Mihăilescu, Dan C. Mihăilescu, Vintilă Mihăilescu, Ruxandra Mihăilă, Lucian Mîndruță, Adriana Mocca, Cristina Modreanu, Ioan T. Morar, Ioana Morpurgo, Radu Naum, Ioana Nicolaie, Tudor Octavian, Andrei Oișteanu, Radu Paraschivescu, Horia-Roman Patapievici, Dora Pavel, Irina Petraș, Cipriana Petre, Răzvan Petrescu, Marta Petreu, Andrei Pleșu, Ioan Es. Pop, Adina Popescu, Simona Popescu, Radu Pavel Gheo, Tania Radu, Antoaneta Ralian, Ana Maria Sandu, Mircea-Horia Simionescu, Sorin Stoica, Alex Leo Șerban, Robert Șerban, Tia Șerbănescu, Cătălin Ștefănescu, Pavel Șușară, Iulian Tănase, Antoaneta Tănăsescu, Cristian Teodorescu, Lucian Dan Teodorovici, Călin Torsan, Traian Ungureanu, Constanța Vintilă-Ghițulescu, Ciprian Voicilă, Sever Voinescu; Ed. Humanitas, 2007;
- Răcani, pifani și veterani. Cum ne-am petrecut armata, coord. de Radu Paraschivescu - Radu Paraschivescu, Radu Naum, Adrian Georgescu, Cristian Tudor Popescu, Radu Cosașu, Traian Ungureanu, Șerban Foarță, Călin-Andrei Mihăilescu, Dan C. Mihăilescu, Cătălin Ștefănescu, Tudor Octavian;  Ed. Humanitas, 2008;

A publicat, de asemenea, și sase monografii de artă: "Vermeer și criticii săi" (Editura Meridiane), "Florin Niculiu", Pictori români uitați (Ed. Noi MediaPrint, 2004), Jean Cheller (album cartonat) (ProEditura, 2005), Viata si opera pictorului Sever Burada (Pro Editura si Topografie) și "Tablouri frumoase, autori necunoscuți"  (Ed. Monitorul Oficial, 2011).

## Aprecieri critice
„Trebuie să se știe că lucrul cel mai important în munca unui scriitor e cafeaua. (...) Scrisul zilnic cere energie, furie și un dram de disperare, vecină cu țicneala. E o stare. Starea asta se obține ușor, dacă după ce bei prima gură de cafea te gândești puțin la situația economică a României și la fraza aceea din Abecedar, care spune că românii sunt harnici, cinstiți, viteji și curați.”—Tudor Octavian
„Tudor Octavian publică rar, dar de fiecare dată când o face atrage atenția prin spiritul său inventiv și caustic, prin faptul că scrie cum nu mai scrie nimeni la noi.”—Alex Ștefănescu
„Nota prozei lui Tudor Octavian o formează romantismul ironic, sentimentalismul care încearcă să se înfățișeze tot timpul, cu ajutorul umorului împins până la sarcasm, drept contrariul lui.”—Nicolae Manolescu
„Tudor Octavian ne arată cât de actuale și de eterne pot fi temele aparent uzate.”—Mihai Ungheanu